# Spitzkrokodil
Das Spitzkrokodil (Crocodylus acutus) ist ein amerikanischer Vertreter der Familie der Echten Krokodile.

## Merkmale
Das Spitzkrokodil kann Körperlängen von bis zu 7 Metern erreichen. Die meisten Individuen bleiben jedoch bei einer Länge von weniger als 4 Metern, wobei die Männchen deutlich größer werden als die Weibchen. Als Jungtiere sind die Krokodile grau bis gelblich braun gefärbt und weisen dunklere Querbänder auf dem Körper auf. Mit dem Alter verblasst die Zeichnung bei den meisten Exemplaren, wodurch erwachsene Krokodile meistens einheitlich oliv- bis grau-braun sind. Auffällig ist eine deutliche Erhebung vor den Augen sowie der aus asymmetrischen Platten aufgebaute Rückenpanzer.

## Verbreitung

Verbreitung

Das Verbreitungsgebiet dieser Art erstreckt sich über einen großen Teil Mittelamerikas sowie über den Norden Südamerikas (Venezuela und Kolumbien sowie Ecuador bis Nordperu). Außerdem findet man diese Krokodile in der karibischen Inselwelt auf Kuba, Jamaika, den Kaimaninseln, Hispaniola, Martinique, Trinidad und Isla Margarita sowie in Florida in den südlichen Everglades und auf den Florida Keys. Sie leben meist in küstennahen Süßgewässern, in den Unterläufen von Flüssen sowie in Seen.

## Lebensweise

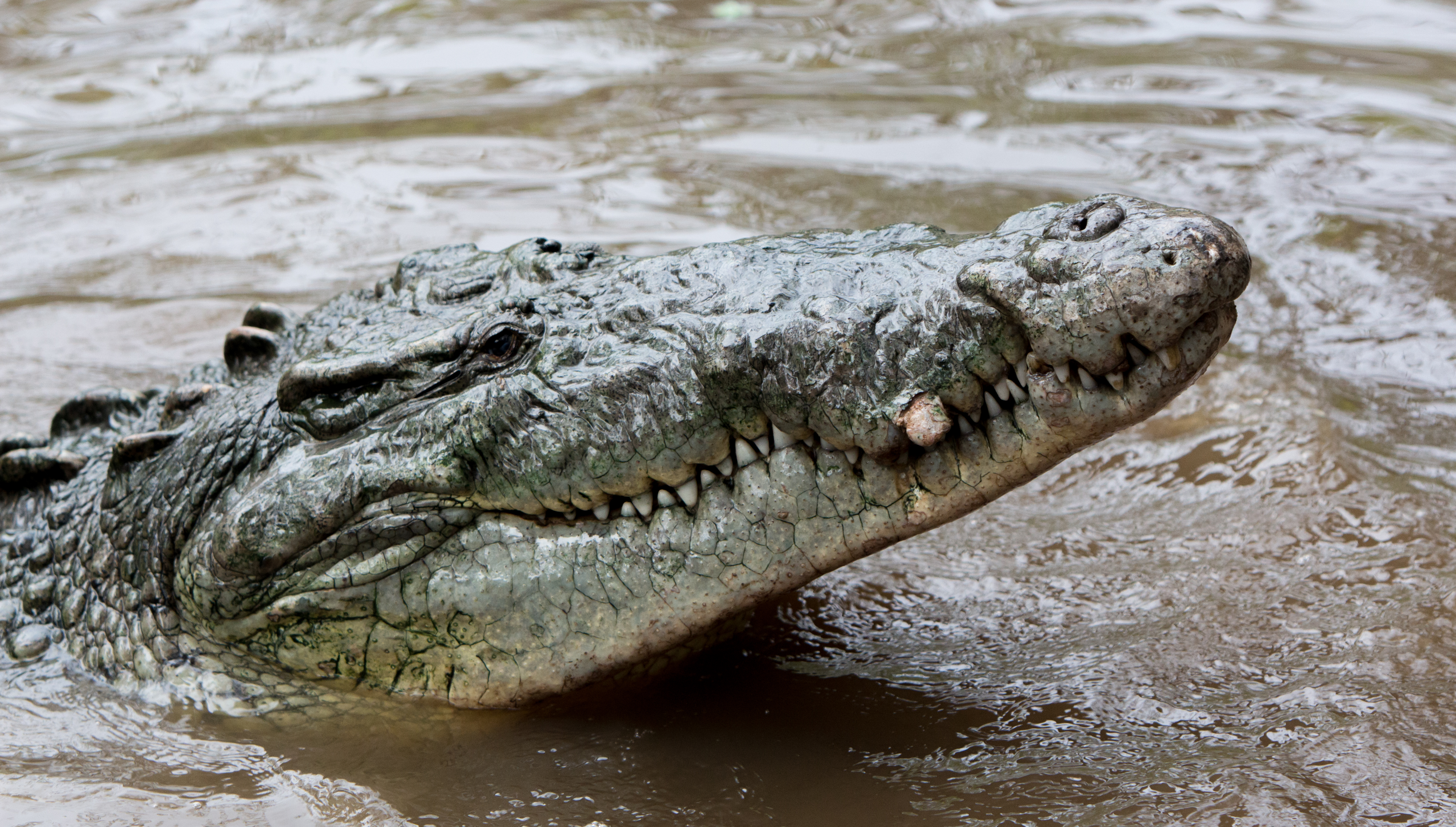
Ein Spitzkrokodil bei La Manzanilla im mexikanischen Bundesstaat Jalisco

Die Spitzkrokodile sind Grubennister, die zur Eiablage Löcher in sandige Ufer oder Sandbänke graben. Fehlen Sandflächen, so vergraben sie die Eier auch in der Vegetation oder in Kies- und Mergelflächen. Auf die Eier werden Pflanzenreste gestapelt. Wahrscheinlich werden Nester mehrfach genutzt; bei Spitzkrokodilen in Florida konnte beobachtet werden, dass mehrere Weibchen gemeinsam ein Nest nutzen, während die Krokodile in Chiapas und Mexiko eine strenge Territorialität aufweisen. Die Mütter bewachen die Nester bis zum Schlüpfen der Jungtiere und tragen diese dann zum Wasser. Trotzdem ist die Brut nur in manchen Regionen des Verbreitungsgebietes erfolgreich, da die Jungtiere in salzhaltigen Gebieten austrocknen.
Jungtiere ernähren sich vor allem von Insekten und anderen Kleintieren. Mit der Zunahme der Größe wächst auch die Größe der Beutetiere, sodass sich das Nahrungsspektrum über Fische, Schlangen, Krebstiere, Schildkröten, Amphibien, Vögel sowie Säugetiere erstreckt.

## Systematik
Das Spitzkrokodil wurde 1807 durch den französischen Naturforscher Georges Cuvier erstmals wissenschaftlich beschrieben. Aufgrund seines großen Verbreitungsgebietes weist es eine hohe genetische Variabilität auf. So unterscheidet sich die an der mexikanischen Pazifikküste vorkommende Population deutlich von den in Panama vorkommenden Spitzkrokodilen. Die Populationen auf der mexikanischen Karibikinsel Cozumel und die auf dem südlich davon gelegenen Atoll Banco Chinchorro unterscheiden sich genetisch so stark von den übrigen Spitzkrokodilen, dass sie eigentlich den Status eigenständiger Arten bekommen müssten. Morphologisch unterscheiden sich die Inselpopulationen vom Spitzkrokodil vor allem hinsichtlich der Länge und Breite des Schädels. Die Krokodile vom Banco Chinchorro-Atoll sind offensichtlich an eine zumindest teilweise durophage Ernährungsweise angepasst, d. h. die Echsen ernähren sich zu einem bedeutenden Anteil von hartschaligen Tieren. Die zwei Inselpopulationen umfassen jeweils weniger als 1000 ausgewachsene Individuen und sind damit stark gefährdet. Die Schwesterart des Spitzkrokodils ist das Kubakrokodil (Crocodylus rhombifer), die von beiden gebildete Klade ist die Schwestergruppe des Beulenkrokodil (Crocodylus moreletii).
Die verwandtschaftlichen Verhältnisse zeigt folgendes Kladogramm:
|  | Panamaische Population                    |
|  |                                           |
|  | Population der mexikanischen Pazifikküste |
|  |                                           |

|  | „Cozumel-Krokodil“          |
|  |                             |
|  | „Banco Chinchorro-Krokodil“ |
|  |                             |

|  | Panamaische Population                    |
|  |                                           |
|  | Population der mexikanischen Pazifikküste |
|  |                                           |

|  | „Cozumel-Krokodil“          |
|  |                             |
|  | „Banco Chinchorro-Krokodil“ |
|  |                             |

|  | Panamaische Population                    |
|  |                                           |
|  | Population der mexikanischen Pazifikküste |
|  |                                           |

|  | „Cozumel-Krokodil“          |
|  |                             |
|  | „Banco Chinchorro-Krokodil“ |
|  |                             |

|  | Panamaische Population                    |
|  |                                           |
|  | Population der mexikanischen Pazifikküste |
|  |                                           |

|  | „Cozumel-Krokodil“          |
|  |                             |
|  | „Banco Chinchorro-Krokodil“ |
|  |                             |

|  | Panamaische Population                    |
|  |                                           |
|  | Population der mexikanischen Pazifikküste |
|  |                                           |

|  | „Cozumel-Krokodil“          |
|  |                             |
|  | „Banco Chinchorro-Krokodil“ |
|  |                             |

|  | Panamaische Population                    |
|  |                                           |
|  | Population der mexikanischen Pazifikküste |
|  |                                           |

|  | „Cozumel-Krokodil“          |
|  |                             |
|  | „Banco Chinchorro-Krokodil“ |
|  |                             |

|  | Panamaische Population                    |
|  |                                           |
|  | Population der mexikanischen Pazifikküste |
|  |                                           |

|  | „Cozumel-Krokodil“          |
|  |                             |
|  | „Banco Chinchorro-Krokodil“ |
|  |                             |

|  | Panamaische Population                    |
|  |                                           |
|  | Population der mexikanischen Pazifikküste |
|  |                                           |

|  | „Cozumel-Krokodil“          |
|  |                             |
|  | „Banco Chinchorro-Krokodil“ |
|  |                             |

## Spitzkrokodil und Mensch
Das Spitzkrokodil ist potentiell gefährlich für Menschen, jedoch weit weniger als das Leistenkrokodil oder das Nilkrokodil. 2014 kam es zum ersten bekannten Angriff in Florida, als ein in der Nacht badendes Pärchen gebissen und leicht verletzt wurde. In Lateinamerika gibt es gelegentlich Todesfälle. So wurde 2015 in Mexiko ein Siebenjähriger von einem Krokodil getötet.

## Gefährdung
Das Spitzkrokodil wird mit Stand 2021 in der Roten Liste gefährdeter Arten der IUCN als gefährdet (vulnerable) gelistet. Der Populationstrend ist steigend, es leben noch geschätzt 5000 geschlechtsreife Individuen. Gefährdungsursachen sind die Bejagung, der Ausbau von urbanen Gebieten, Aquakulturen, Straßenbau, der Klimawandel und invasive Arten.